# Lost Songs 95–98
Lost Songs 95–98 – piąty album studyjny brytyjskiego muzyka Davida Graya. Wydawnictwo ukazało się w lutym 2001 roku.
Album nagrany został w ciągu dziewięciu dni w październiku 1999, zawiera piosenki napisane pomiędzy 1995 a 1998 rokiem.

## Lista utworów
Wszystkie utwory na płycie napisał i skomponował David Gray.
| 1.  | "Flame Turns Blue" – 4:53              |  |
|     |                                        |  |
| 2.  | "Twilight" – 2:23                      |  |
|     |                                        |  |
| 3.  | "Hold On" – 1:55                       |  |
|     |                                        |  |
| 4.  | "As I'm Leaving" – 4:35                |  |
|     |                                        |  |
| 5.  | "If Your Love Is Real" – 3:35          |  |
|     |                                        |  |
| 6.  | "Tidal Wave" – 2:20                    |  |
|     |                                        |  |
| 7.  | "Falling Down the Mountainside" – 4:50 |  |
|     |                                        |  |
| 8.  | "January Rain" – 2:45                  |  |
|     |                                        |  |
| 9.  | "Red Moon" – 3:26                      |  |
|     |                                        |  |
| 10. | "A Clean Pair of Eyes" – 4:59          |  |
|     |                                        |  |
| 11. | "Wurlitzer" – 1:19                     |  |
|     |                                        |  |

## Twórcy
- David Gray – śpiew, gitara, Wurlitzer
- Craig McClune – perkusja, gitara basowa, śpiew
- Tim Bradshaw – gitara basowa, pianino, organy, Wurlitzer